# Wenckheim–D’Orsay-kastély
A Wenckheim–D’Orsay-kastély Szeghalom kiemelkedő jelentőségű műemléke. Építése még a 18. század végén kezdődött el és az 1800-as években fejeződött be. Az 1860-as években bővítették, 2011-ben teljes körűen felújították.

## Története
A leendő kastély „magját” báró Wenckheim Ferenc vetette meg, mikor szeghalmi birtokán dézsmapincét és magtárat, valamint kasznár lakot, illetve az úriszék tartása idejére saját céljára kúriát építtetett 1792 és 1805 között. Az épületek tervezője a gyulai Ziegler Antal, a Wenckheimek „házi építésze” volt. 
Örököse, Wenckheim Franciska 1836-ban nőül ment tolnai Festetics Vince grófhoz. Az épület első bővítése Festetics Vince nevéhez kötődik, aki 1840-re a park felőli volt intézői kúriát több helyiséggel és klasszicista négy oszlopos portikusszal (főbejárattal) bővítette ki.
1856-ban leányukat feleségül vette gróf Grimaud D’Orsay Emil birodalmi lovag, aki a kastély további bővítését folytatta (A Festetics család ekkor költözött a mezőberényi Wenckheim kastélyba).
D’Orsay Emil a kastély park felőli szárnyát az 1860-as évek közepén összeköttette az északi volt Wenckheim kúriával, az épület közepének keleti oldalán faoszlopos tornác nyílt a parkra, illetve a későbbi katolikus kápolnára. Ezzel az átalakítással kapott romantikus jegyeket a kastély. A két bővítési munkát Bogdán Lajos építész tervezte, aki az 1848-as mártír szeghalmi református lelkész fia volt.
A kastélyhoz tartozó közel 8 hektáros parkot Biszterszky József volt folyószabályozó mérnök tervezte. Ennek a parknak utolsó tanúja az épület szomszédságában (a mai óvoda udvarán álló) látható védett kocsányos tölgy.
A D’Orsay lányokat zenére (zongorára) Erkel Ferenc fia, Erkel László oktatta, aki felesége halála után 1879-ben a családdal együtt Pozsonyba költözött. Gyermekei Szeghalmon maradtak.
A grófi uradalom udvarán cseperedett fel az 1873-ban született Szisz Ferenc, aki 1906-ban megnyerte a világ első autó Nagydíj futamát Le Mansban.
A kastély alatt komoly pincerendszer húzódott, ezekhez több hiedelem is fűződik, melyek szerint az alagút a város másik végén lévő Kárász-kastélyba, más verzió szerint a Sebes-Körös-parti Várhelyig vezet.
A szeghalmi uradalmat Péter András bíró vette meg, hogy ott legyen a közösségháza. Ekkor több belső átalakításra került sor a közigazgatás igényeinek megfelelően. A közügyek intézése sokáig itt zajlott, a háború után Közösségi Tanács és a Központi Orvosi Rendelő is működött itt. 1970-től a Fővárosi Ruhaipari Vállalat vette tulajdonába az ingatlant. 1985–1990-ig a Sárréti Múzeum működött a falai között. 1945 után először a szép, nagy parkja ment tönkre, majd 
maga az épület is, hiszen volt, amikor tollraktárnak használták.

## A római katolikus templom
Az épület szomszédságában található templom különlegessége, hogy ott található Magyarország egyetlen olyan főúri dézsmapincéje, ahol egy alapozással építették fel a pincét és a felette lévő magtárat. Grimaud d’Orsay Emil azonban 1869-ben templommá alakíttatta. Legfőbb célja ezzel az volt, hogy a szeghalmi katolikus embereknek ne kelljen Körösladányba menniük templomba, ahogyan addig tették. A kápolnát 1892-ben szentelték fel Kárász Miklós közbenjárásával. Ezek a beruházások hatalmas összegeket emésztettek fel, így a család rákényszerült, hogy 1879-ben eladják a kastélyt, ők pedig a pozsonyi ingatlanukba költözzenek

## A kastély felújítása és jelenlegi funkciója
1990-től egyre rosszabb állapotba került a kastély, a város központjában található, műemléki védelem alatt álló épület, amelynek alapterülete 941 négyzetméter. A hozzá tartozó telek a Szeghalmi Önkormányzat tulajdona, 2193 négyzetméter. 2011-ben fejeződött be a Wenckheim-D'Orsay-kastély felújítása, egy DAOP-os (Dél-alföldi Operatív Program) pályázatnak köszönhetően. A helyi könyvtár és a múzeum költözött a megszépült épület falai közé. Az ide látogatók megtekinthetik a város szülötte, Boromisza Zsolt festőművész és grafikus állandó kiállítását, aki halála után a városnak ajándékozta számos alkotását.